# Kupytschiw
Kupytschiw (ukrainisch Купичів; russisch Купичев Kupitschew, polnisch Kupiczów) ist ein Dorf in der ukrainischen Oblast Wolyn mit etwa 850 Einwohnern (2001).

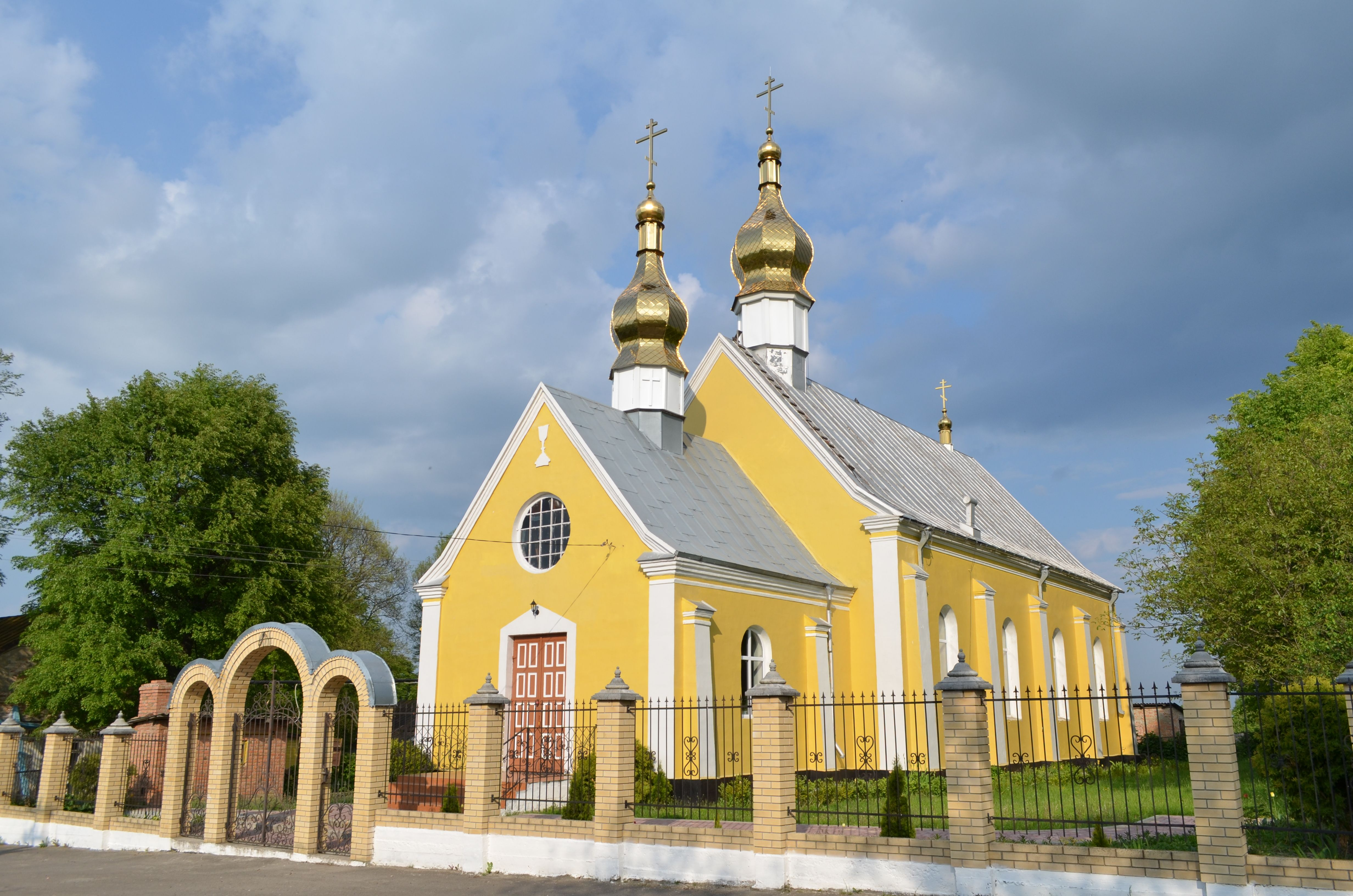
Evangelische Kirche in Kupytschiw

Das erstmals 1577 schriftlich erwähnte Dorf, eine weitere Quelle nennt das Jahr 1753, liegt auf einer Höhe von 200 m südöstlich vom ehemaligen Rajonzentrum Turijsk und 60 km nordwestlich vom Oblastzentrum Luzk.

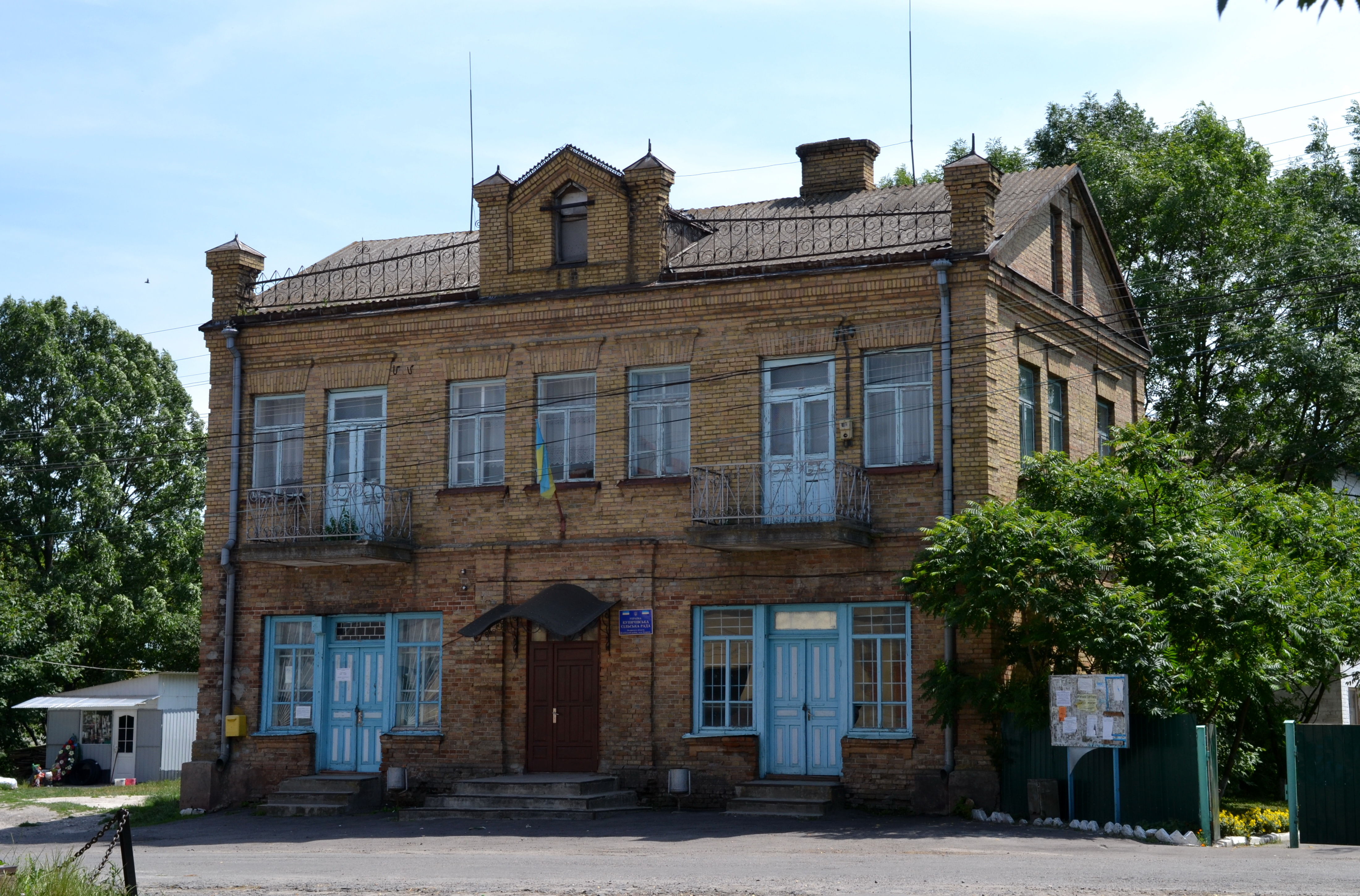
Denkmalgeschütztes Haus in Kupytschiw

Im Dorf kreuzen sich die Territorialstraßen T–03–09 und T–03–11.
Am 12. Juni 2020 wurde das Dorf ein Teil der Siedlungsgemeinde Turijsk, bis dahin bildete das Dorf zusammen mit den Dörfern Nyry (Нири), Swynaryn (Свинарин) und Tschornijiw (Чорніїв) die gleichnamige Landratsgemeinde Kupytschiw (Купичівська сільська рада/Kupytschiwska silska rada) im Südosten des Rajons Turijsk.
Am 17. Juli 2020 wurde der Ort Teil des Rajons Kowel.